# Abdo Khal
Abdo Khal, född 1962 i al-Majanah i södra Saudiarabien, är en saudisk författare.
Khal studerade statsvetenskap på Kung Abdel Al Aziz-universitetet i Jidda och debuterade som författare 1980. Han är översatt till engelska, franska och tyska. Khal är också redaktör för dagstidningen Ukaz, där han skriver en daglig krönika. 2010 tilldelades han International Prize for Arabic Fiction ("det arabiska Bookerpriset") för sin roman Spewing Sparks as Big as Castles.